# Скерішоара-Ноуе
Скерішоара-Ноуе (рум. Scărișoara Nouă) — село у повіті Сату-Маре в Румунії. Входить до складу комуни Пішколт.
Село розташоване на відстані 462 км на північний захід від Бухареста, 52 км на захід від Сату-Маре, 139 км на північний захід від Клуж-Напоки.

## Населення
За даними перепису населення 2002 року у селі проживали 510 осіб, з них 509 осіб (99,8%) румунів. Рідною мовою 509 осіб (99,8%) назвали румунську.